# Mimi, in seiner Ehre gekränkt
Mimi, in seiner Ehre gekränkt (Originaltitel: Mimì metallurgico ferito nell’onore) ist ein italienischer Spielfilm von Lina Wertmüller aus dem Jahre 1972. Andere Titel sind Die Versuchungen des Mimi (BRD-Fernsehtitel) und Mimi, der in seiner Ehre gekränkte Metallarbeiter (DDR-Fernsehtitel).

## Handlung
Mimì ist ein Arbeiter in der Nähe von Catania auf Sizilien. Als Kommunist wählt er lieber den kommunistischen Kandidaten für das Bürgermeisteramt, als den Kandidaten, der von der Mafia und seinem Chef empfohlen wird. Letzterer profitiert von gekauften Stimmen, so hat Mimìs Vater seine und Mimìs Stimmen schon verkauft. Mimì wählt trotzdem den Kommunisten, weshalb ihm der Chef kündigt. Weil er in Catania keine Arbeit mehr findet, begibt sich Mimì ohne seine Frau nach Norden nach Turin, wo er als Bauarbeiter arbeitet.
Bald gerät er mit der dortigen Mafia in Konflikt, bis er sich als Verwandter eines sizilianischen Paten ausweist. Sie ermöglichen es, dass er in der Industrie Metallarbeiter wird. Er lernt die schöne Kommunistin Fiore kennen, die Stricksachen verkauft, und verliebt sich in sie. Nach einigem Werben wird sie seine Lebensgefährtin und sie bekommen zusammen ein Kind. Mimì beobachtet die Ermordung von Gangstern durch andere Gangster. Die Polizei fordert ihn auf, auszusagen, aber er schweigt. Die Mafia beendet seinen Aufenthalt in Turin und schickt ihn zurück nach Sizilien. Nun verbringt Mimì heimlich viel Zeit mit Fiore und vernachlässigt darob seine Ehefrau. Ein Mafioso bietet ihm an, für ihn zu arbeiten; vorerst lehnt Mimì ab. Seine Frau schläft mit einem Wachtmeister der Polizei und wird schwanger. Das kränkt Mimì in seiner Ehre. Er rächt sich, indem er die Frau des Wachtmeisters verführt und absichtlich schwängert. An einem Sonntag verkündet er dem Wachtmeister auf der Kirchentreppe, dass er ihn ebenso gehörnt habe wie dieser ihn. Der empörte Wachtmeister schießt mit seiner – von der Ehegattin zuvor wohlweislich entladenen – Dienstwaffe auf Mimì und wird daraufhin von einem Mafia-Mörder erschossen, der anschließend die Pistole Mimì in die Hand drückt. Dieser steht nun als Mörder da und wird verurteilt. Als er wieder freikommt, warten die Frauen mit vielen Kindern auf ihn; er will zurück ins Gefängnis. Nun beginnt er für den Mafioso zu arbeiten. Mit einem Megafon macht er Werbung für den Mafia-Kandidaten. Fiore verlässt ihn und er sieht ihr verzweifelt nach.

## Auszeichnung
Giancarlo Giannini erhielt den Nastro d’Argento als Bester Hauptdarsteller.

## Weiteres
Der Film diente in seinen wesentlichen Grundzügen als Grundlage für den US-Film Which way is up? mit Richard Pryor in der Hauptrolle.